# Dammsjöhöjden
Dammsjöhöjden är ett naturreservat i Nora kommun i Örebro län.
Området är naturskyddat sedan 2009 och är 215 hektar stort. Reservatet omfattar fyra delområden omkring höjden med etta namn och består av barrskog, myrar och tjärnar.